# Pravidlo 1 %

Koláčový graf znázorňující podíl pozorovatelů, přispěvatelů a tvůrců podle principu 90-9-1

Pravidlo 1 % je v internetové kultuře obecné pravidlo o účasti v on-line komunitě. Pravidlo říká, že pouze 1 % uživatelů webové stránky vytváří obsah, zatímco ostatních 99 % účastníků jen sleduje. Mezi varianty patří pravidlo 1-9-90 (někdy také princip 90-9-1 nebo poměr 89:10:1), které říká, že na webových stránkách založených na spolupráci komunity, jako je např. wiki, 90 % účastníků komunity obsah pouze konzumuje, 9 % účastníků obsah mění nebo aktualizuje a 1 % účastníků obsah přidává.
Podobná pravidla jsou známá i v informatice; například pravidlo 80/20 známé jako Paretův princip říká, že 20 procent skupiny vyprodukuje 80 procent činnosti bez ohledu na to, jak je tato činnost definována.

## Definice
Podle pravidla 1 procenta přibližně 1 % uživatelů internetu vytváří obsah, zatímco 99 % uživatelů pouze obsah konzumuje. Například na každého člověka, který přispívá na fórum, připadá zpravidla 99 dalších lidí, kteří si toto fórum prohlížejí, ale nepřispívají. Tento termín zavedli autoři a bloggeři Ben McConnell a Jackie Huba. Existují dřívější zmínky o stejném konceptu, ale nepoužívaly tento název. Pro prohlížení obsahu na Internetu bez zapojení se v angličtině používá sloveso lurk a pozorovatel se označuje jako lurker.
Varianta „90-9-1“ tohoto pravidla říká, že na webových stránkách umožňujících uživatelům vytvářet i upravovat obsah, jen 1 % lidí obsah vytváří, 9 % tento obsah upravuje a zbylých 90 % uživatelů si obsah jen prohlíží, aniž by se na něm jakkoliv podílelo. Skutečné procento se však pravděpodobně bude lišit podle okolností. Pokud fórum například vyžaduje přispívání obsahem jako podmínku vstupu, výrazně vzroste podíl uživatelů, kteří se na obsahu podílejí, ale tvůrci obsahu budou mezi uživateli stále menšinou.
Pravidlo 1 % je často mylně chápáno jako pravidlo platné obecně pro celý Internet, ale vztahuje se spíše na konkrétní internetovou komunitu. Proto je možné najít potvrzení pravidla 1 % na mnoha jednotlivých webových stránkách, ale při souhrnném vyhodnocení se objevuje výrazně jiný poměr. Celkové rozdělení uživatelů Internetu na tvůrce, přispěvatele a pozorovatele je zatím neznámé a pravděpodobně se bude vyvíjet. Různí výzkumníci a odborníci spekulují o tom, jak určit celkový součet účasti uživatele.

## Studie a výzkumy
Studie radikálních džihádistických internetových fór z roku 2005 zjistila, že 87 % uživatelů na fórech nikdy nepsalo, 13 % napsalo alespoň jeden příspěvek, 5 % psalo 50krát nebo vícekrát a pouze 1 % psalo 500krát nebo vícekrát.
Recenzovaná studie z roku 2014 s názvem „The 1% Rule in Four Digital Health Social Networks: An Observational Study“ empiricky zkoumala pravidlo 1 % v online fórech zaměřených na zdraví. Studie dospěla k závěru, že pravidlo 1 % konzistentně platilo napříč čtyřmi podpůrnými skupinami, přičemž naprostou většinu obsahu vytvářela hrstka „superuživatelů“. Pozdější studie ze stejného roku, od jiné skupiny výzkumníků, replikovala van Mierlovu studii z roku 2014 na online fóru pro depresi. Výsledky ukázaly, že distribuční frekvence pravidla 1 % odpovídá Zipfově zákonu, což je specifický typ mocninné funkce.
Studie Michaela Wu, který s pomocí ekonomických metod analyzuje rozdílnost míry účasti ve stovkách komunit rozdělených podle odvětví, typu publika a zaměření komunity, potvrdila vliv okolností na poměr mezi tvůrci, přispěvateli a pozorovateli.
Výzkumy celkové účasti na vytváření obsahu Internetu ukázaly výrazně vyšší podílů tvůrci a přispěvatelů. Výzkum z konce roku 2012 naznačil, že pouze 23 % populace (spíše než 90 %) lze správně určit jako pozorovatele, zatímco 17 % populace lze označit jako intenzivní přispěvatele obsahu. Několik let předtím byly zveřejněny výsledky na vzorku studentů z Chicaga, kde 60 % studentů ve vzorku v nějaké formě vytvářelo obsah.

## Nerovnost účasti
Podobný koncept představil Will Hill z AT&T Laboratories a později jej citoval Jakob Nielsen; šlo o první známou zmínku termínu „nerovnost účasti“ v online kontextu. Termín se znovu dostal do povědomí veřejnosti v roce 2006, kdy jej Nielsen použil v příspěvku na blogu na téma marketing v přísně kvantitativním kontextu.